# Bill McGowan
Bill McGowan William Aloysius McGowan (Wilmington, 18 gennaio 1896 – Silver Spring, 9 dicembre 1954) è stato un arbitro di baseball statunitense nella Major League Baseball (MLB). È stato introdotto nella National Baseball Hall of Fame nel 1992.

## Carriera
McGowan fu un umpire nella Major League Baseball che lavorò nell'American League dal 1925 al 1954 e fondò la seconda scuola per arbitri degli Stati Uniti. Il 14 aprile 1925 arbitrò la sua prima partita dell'American League in terza base. Fu un umpire per 30 stagioni, arbitrando in 8 World Series (1928, 1931, 1935, 1939, 1941, 1944, 1947 e 1950). Arbitrò anche 4 All-Star Game (1933,1937, 1942, e 1950). Arbitrò 2.541 gare consecutivamente, perdendo una sola partita il 3 settembre 1940 a causa di una nevrite.